# Денкер, Альфред
Альфред Денкер (нем. Alfred Friedrich Amandus Denker; 19 апреля 1863, Рендсбург — 21 октября 1941, Мюнхен) — немецкий оториноларинголог.
Изучал медицину в Киле, Тюбингене, Мюнхене, где специализировался у крупнейшего немецкого оториноларинголога Фридриха Бецольда. В 1891 году начинает работать в Гагене, Вестфалия. С 1902 года стал работать в клинике в Эрлангене. С 1907 года член немецкого общества естествоиспытателей «Леопольдина». С 1911 года профессор в Галле. В 1928 году уходит в отставку, его преемником становится Адольф-Экерт Мёбиус. Почетный член «Королевского медицинского общества» (англ. The Royal Society of Medicine), Великобритания. Альфред Денкер был членом организации «Стальной шлем», а с 1933 года член «FM-SS».
Альфред Денкер опубликовал около 100 научных трудов по отоларингологии, разработал ряд хирургических методов лечения заболеваний ЛОР-органов. Предложил один из оперативных доступов к верхнечелюстной пазухе при хронических синуситах («Операция по Денкеру»). Ныне используется реже, в основном при операциях по поводу опухолей полости носа и носоглотки. Альфреду Денкеру принадлежат также труды по изучению отосклероза.

## Операция по Денкеру
Производят разрез мягких тканей преддверия рта чуть ниже переходной складки и на 1 см выше края десны. Разрез начинают от третьего моляра соответствующей стороны и, рассекая уздечку, продолжают на 1 — 2 см на противоположную сторону. Мягкие ткани с надкостницей отсепаровывают кверху, обнажают лицевую стенку соответствующей пазухи и край грушевидного отверстия. Далее удаляют, пользуясь преимущественно костными щипцами или долотом, лицевую стенку верхнечелюстной пазухи и край грушевидного отверстия, а затем латеральную костную стенку нижнего носового хода вплоть до задней стенки пазухи. После удаления гноя и патологически изменённых тканей пазуху тампонируют. На операционную рану в преддверии рта накладывают швы.

## Труды
- Denker A. Die Otosklerose. Wiesbaden: J.F. Bergmann, 1904.
- Denker A. Die Anatomie der Taubstummheit [print]. Wiesbaden: Bergmann, 1904—1911.
- Denker A. Handbuch der Hals-Nasen-Ohren-Heilkunde mit Einschluss der Grenzgebiete. Berlin: J. Springer, 1925—1929.
- Denker A. Lehrbuch der Krankheiten des Ohres und der Luftwege einschliesslich der Mundkrankheiten. Jena: G. Fischer, 1925.